# 오키나와 현민의 노래
오키나와현민의 노래(일본어: 沖縄県民の歌)는  일본 오키나와현의 현가(縣歌)이다.
오키나와가 미국의 통치하에서 반환된 1972년 5월 15일에 오키나와현에 의해 제정되었다.  작사는 미야사토 세이코(宮里静湖) 및 오키나와현민의 노래 선정 위원회, 작곡은 류큐대학 교수인 시로마 시게루(城間繁)이다.
1969년 미일정상회담에서 일본에 오키나와가 반환되기로 결정되어, 현의 재설치를 위한 준비의 일환으로 오키나와 현기(旗)와 더불어 가사가 공모되어, 작곡은 류큐대학 교수이자 성악가인 시로마 시게루가 담당하였다.
현재는 매년 5월 15일 현에 의해 지정된 반환기념식전에서 연주되고 있다. 한편 일본으로의 반환 40주년을 기념하여 새로운 현가를 지정하는 움직임이 있었다 보도되었다.

그러나 오키나와현민 대상 앙케이트에서 다른 곡을 지지하는 결과가 나와, 현가 변경은 무산되고, 대신 앙케이트 결과로 뽑힌 《てぃんさぐぬ花》가 현민 애창곡으로 지정되었다.